# 科爾布紹瓦縣

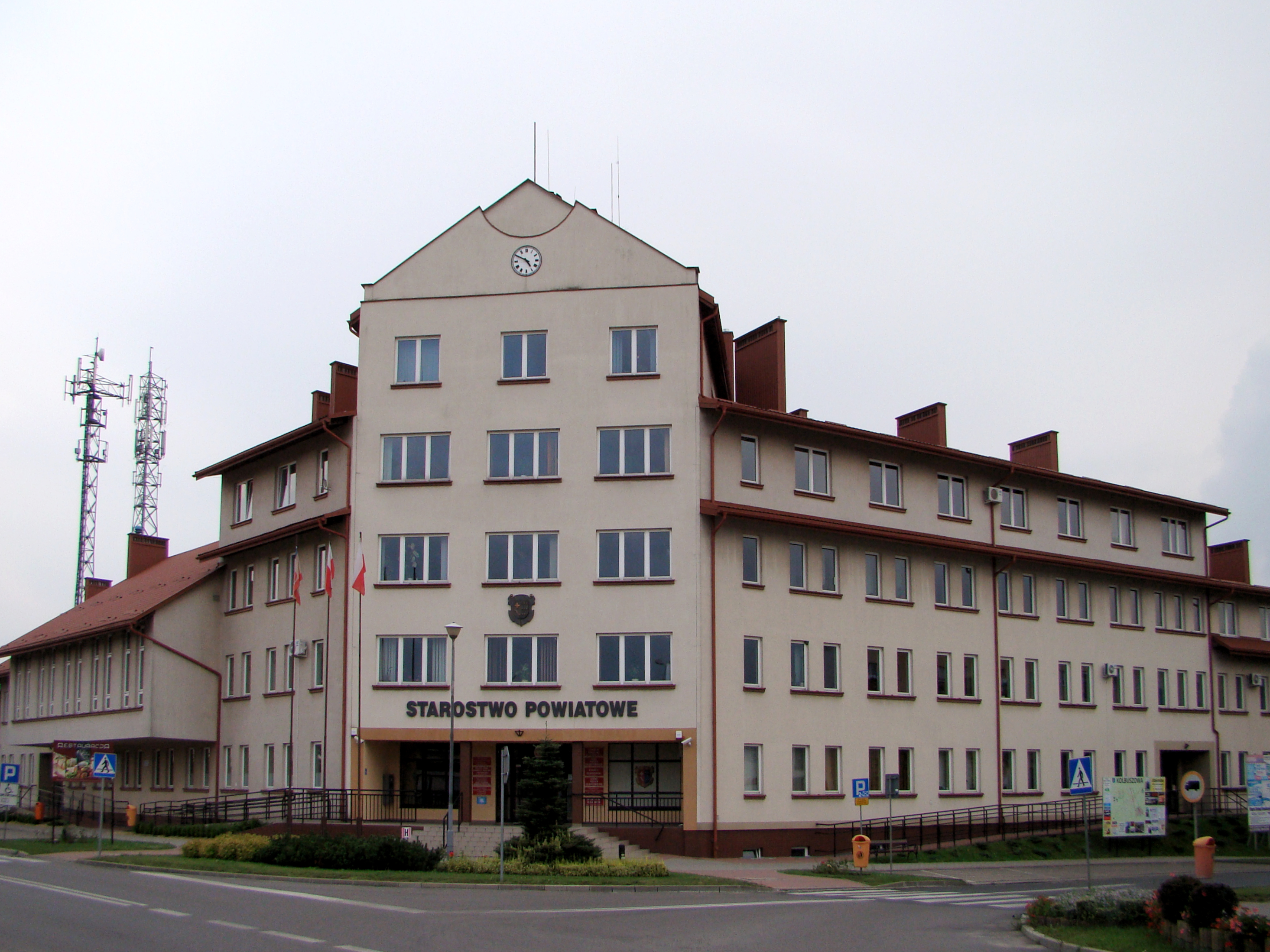

50°15′N 21°46′E / 50.250°N 21.767°E
科爾布紹瓦縣（波蘭語：Powiat kolbuszowski），是波蘭的縣份，位於該國南部，由喀爾巴阡山省負責管轄，首府設於科爾布紹瓦，面積774平方公里，2006年人口61,399，人口密度每平方公里79人。